# Beeldenmakersstraat
De Beeldenmakersstraat is een straat in Brugge.

## Beschrijving
Deze straat is een van de vijf straten doorheen de nieuwe verkaveling, met 75 woningen en een ondergrondse garage, in 2000-2002 aangelegd op de gronden van de vroegere gevangenis van het Pandreitje.
De naam van deze straat herinnert aan de Brugse prentenmakers, die destijds net als diamantairs en juweliers, op deze plek hun officina hadden.
De Beeldenmakersstraat loopt van de Stalijzerstraat naar de Goudsmedenstraat.